# Succès évolutif
 (mars 2010).
Si vous disposez d'ouvrages ou d'articles de référence ou si vous connaissez des sites web de qualité traitant du thème abordé ici, merci de compléter l'article en donnant les références utiles à sa vérifiabilité et en les liant à la section « Notes et références ».
En biologie, les expressions « succès évolutif » ou « réussite évolutive » sont utilisées lorsqu'un taxon occupe des habitats nombreux et différents, avec un nombre important d'espèces ou d'organismes. 
Cette notion est relative : on l'utilise pour comparer des groupes d'un même rang taxonomique.
Les taxons suivants sont souvent considérés comme des exemples de succès évolutif :
- la classe des insectes[1] ;
- la division des Angiospermes (plantes à fleurs)[2] ;
- le règne des bactéries ;
- le règne des champignons ;
- les lichens[3] ;
- l'espèce humaine (cas unique d'un succès évolutif fondé sur une seule espèce, à partir d'un clade relativement modeste).

Un succès évolutif s'explique par un effet de la sélection naturelle, guidée par l'environnement.